# Fort Stikine
Die  Fort Stikine war ein Frachtdampfer, der am Nachmittag des 14. April 1944 im Hafen von Bombay explodierte und dabei einen Großbrand auslöste.

## Das Schiff
Die Fort Stikine wurde 1942 von der Werft Prince Rupert Drydock & Shipyard im kanadischen Prince Rupert, British Columbia gebaut und war nach einem Außenposten der Hudson’s Bay Company in Wrangell, Alaska benannt. Das 7142 Bruttoregistertonnen große Schiff war ein Standardfrachter des North-Sands-Typ, dessen Entwurf auf den Northeast Coast Open Shelterdeck Steamer der britischen Werft Joseph L. Thompson and Sons zurückging. Die Fort Stikine gehörte zu einer Gruppe von 90 zwischen Februar 1942 und Mai 1943 abgelieferten 10.000-Tonnen-Schiffen, die auf Grundlage der am 20. April 1941 unterzeichneten Hyde Park Declaration von Kanada gebaut, dann von den Vereinigten Staaten erworben wurden, um während des Zweiten Weltkriegs unter dem Leih- und Pachtgesetz von Großbritannien eingesetzt zu werden.
Anders als die Liberty-Frachter, denen derselbe Grundentwurf aus Großbritannien zugrunde lag, blieben die North-Sands-Schiffe eng an den britischen Originalplänen. So waren sie überwiegend genietet. Die Antriebsanlage bestand aus drei kohlebefeuerten „Scotch“-Schiffsdampfkesseln, die den nötigen Dampf zum Betrieb einer von der North Eastern Marine Engineering Company konstruierten und bei Dominion Engineering Works in Montréal gebauten Dreifachexpansionsmaschine lieferten.

## Die letzte Reise
Am 24. Februar 1944 verließ das Schiff Birkenhead zu einer Reise über Gibraltar und Port Said nach Karachi und Bombay, das es am 12. April 1944 erreichte. Die Ladung des Schiffes bestand aus Explosivstoffen und Munition, Jagdflugzeugen des Typs Supermarine Spitfire, Baumwollballen, Öl in Fässern, Holz, Eisenschrott und 124 12,73-kg-Barren Gold mit einem damaligen Wert zwischen ein und zwei Millionen britischer Pfund.

## Die Explosion

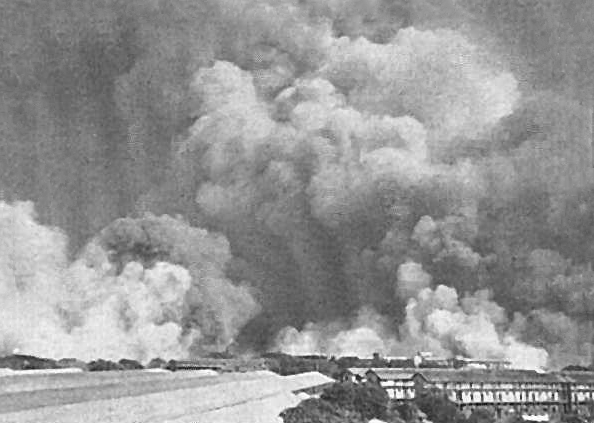
Rauchwolken nach der Explosion

Nach dem Festmachen lag die Fort Stikine im Hafen und wartete auf den Beginn der Lade- und Löscharbeiten, als am Nachmittag des 14. April 1944 im Laderaum 2 ein Brand ausbrach. Gegen 14 Uhr wurde die Mannschaft auf den Brand aufmerksam und begann zusammen mit der Hafenfeuerwehr und Löschbooten mit der Brandbekämpfung. Nachdem rund 900 Tonnen Löschwasser in das Schiff gepumpt worden waren, ohne das Feuer eindämmen zu können, wurde um 15:50 Uhr der Befehl zum Verlassen des Schiffes gegeben. Sechzehn Minuten später explodierte die Fort Stikine und brach dabei in zwei Teile. Die Detonation ließ Glasscheiben im Umkreis von etwa zwölf Kilometern bersten und konnte von Seismographen des in der Stadt gelegenen Colaba-Observatoriums aufgezeichnet werden. Die Umgebung der Explosionsstelle wurde im Umkreis von rund 800 Metern in Brand gesetzt, elf Schiffe im Hafen sanken aufgrund der Explosion. Während der folgenden ersten Maßnahmen zur Bekämpfung der Katastrophe ereignete sich um 16:34 Uhr eine weitere Explosion auf der Fort Stikine.

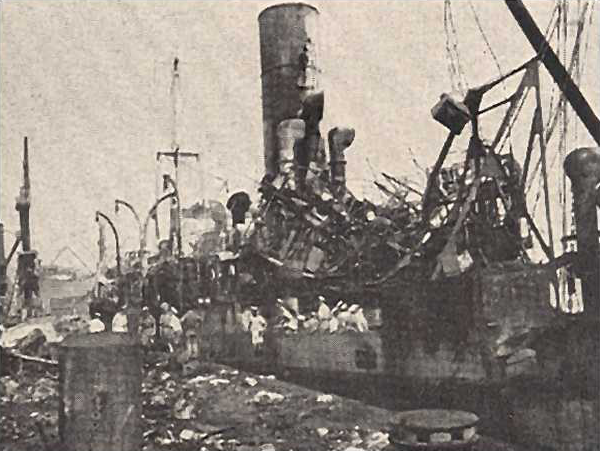
In Bombay zerstörtes Schiff

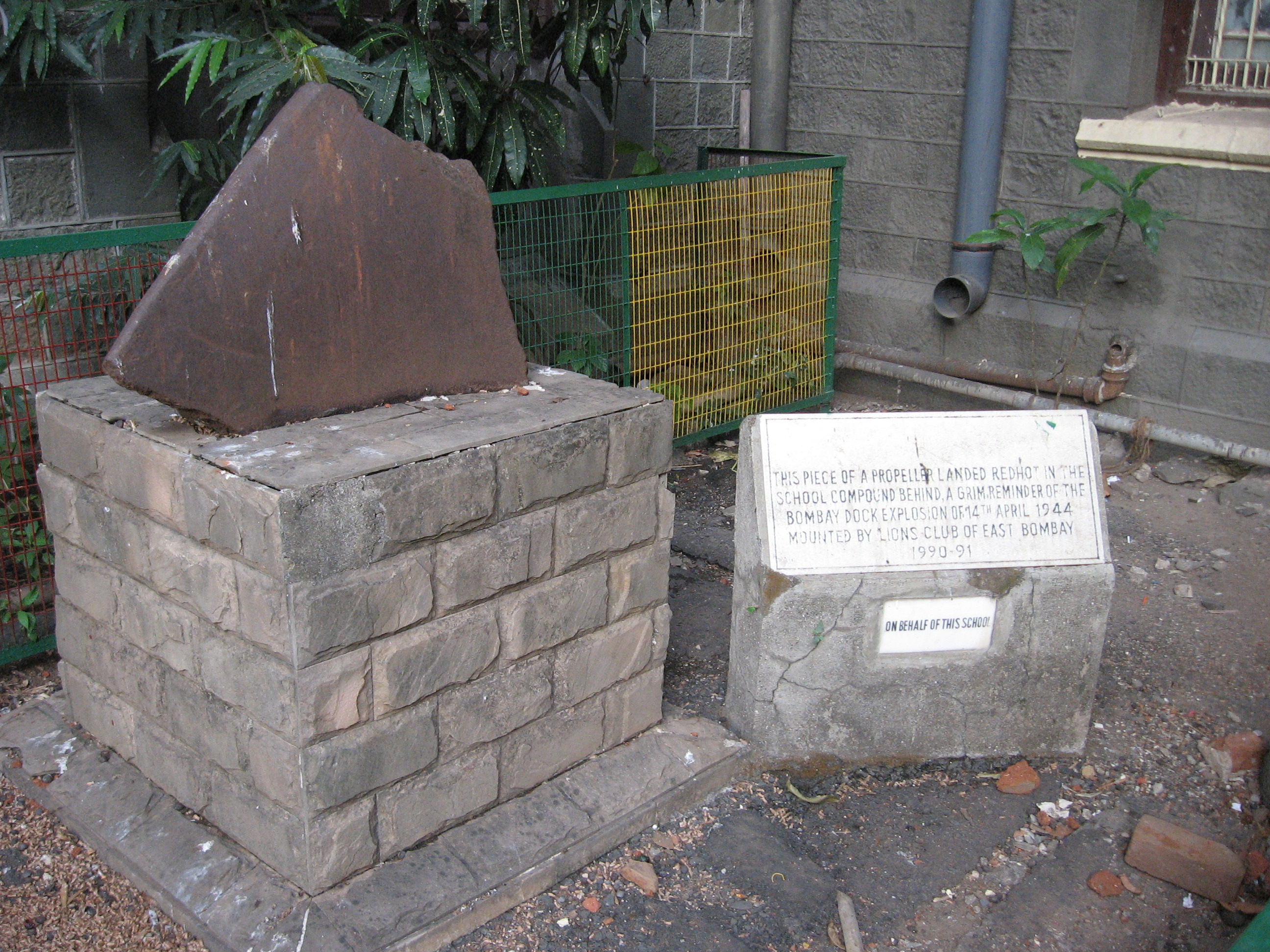
Die Trümmer des Propellers wurden mehrere Kilometer vom Hafen entfernt im Hof der St. Xaviers School gefunden

Das Feuer in Bombay dauerte drei Tage und kostete nach offiziellen Angaben 740 Menschen das Leben, rund 1.800 wurden verletzt (inoffizielle Schätzungen gingen von weit höheren Zahlen aus). Im Victoria Dock und im benachbarten Prince’s Dock wurden 27 Schiffe versenkt oder stark beschädigt. Nachdem der Brand gelöscht war, benötigten rund 8.000 Einsatzkräfte sieben Monate, um etwa eine halbe Million Tonnen Trümmer zu beseitigen. Bis in die 1970er Jahre wurden immer wieder Goldbarren in dem Hafenbeckenbereich gefunden, in dem die Fort Stikine explodierte.
Die Feuerwehr von Mumbai stellte an ihrem Hauptquartier ein Denkmal zur Erinnerung an die „Bombay-Explosion“ auf.